# برناردو ماركيز
برناردو ماركيز (بالبرتغالية: Bernardo Marques‏) هو رسام برتغالي، ولد في 1898 في شلب في البرتغال، وتوفي في 28 سبتمبر 1962.